# Nodalla remane
Nodalla remane är en insektsart som först beskrevs av U. Aspöck och H. Aspöck 1984.  Nodalla remane ingår i släktet Nodalla och familjen Berothidae. Inga underarter finns listade i Catalogue of Life.